# Península de Hel
La península de Hel (en polaco: Mierzeja Helska o Półwysep Helski; en alemán: Halbinsel Hela o Putziger Nehrung) es una península formada por un gran banco de arena de 35 kilómetros de largo situada en el extremo norte de Polonia, y rodeada por el mar Báltico. Administrativamente es parte de la gmina de Puck, en el voivodato de Pomerania.  

## Geografía
La península tiene un ancho variable: de 300 metros como máximo a 100 metros como mínimo. En tanto la península está constituida por un banco de arena, es posible que las tormentas de invierno en el Báltico inunden las zonas bajas (formando transitorios "islotes"). De hecho, hasta el siglo XVII existían tales islotes que solo en verano formaban una cadena de tierra. En su extremo está el balneario de Hel. Al sur, encierra la mayor parte de la bahía de Puck.

## Historia
La península fue parte del reino de Polonia desde la Edad Media pero luego pasó al  reino de Prusia desde 1772 y después al Imperio alemán desde 1871. En 1919 la península quedó comprendida dentro de la reconstituida República Polaca y allí empezó a ganar importancia estratégica y militar, alcanzando una guarnición de hasta 3000 soldados. 
Cuando la Alemania nazi invadió Polonia en septiembre de 1939, la guarnición polaca dinamitó parte de la península tornándola en una isla, antes de rendirse tras 32 días de lucha. Bajo dominio del Tercer Reich, la península fue dotada de fortificaciones y se construyó una pesada batería de tres cañones, tras la campaña soviética en Pomerania y Prusia Oriental de febrero-abril de 1945, miles de soldados y civiles alemanes se refugiaron en la península mientras las fuerzas soviéticas avanzaban por tierra firme, hasta que los germanos capitularon el 14 de mayo del mismo año.
De nuevo bajo dominio polaco, la península fue fortificada hasta la década de 1950, con cañones adicionales. Tras 1989, muchas de las fortificaciones y piezas de artillería antigua se han convertido en atracciones turísticas, aunque algunas zonas siguen siendo propiedad de las fuerzas armadas de Polonia.